# ملي كندي (قشلاق الجنوبي)
ملي کندي (بالفارسية: ملی کندی) هي مستوطنة تقع في إيران في قسم قشلاق الجنوبي الريفي. يقدر عدد سكانها بـ 98 نسمة .